# Пастка (фільм, 2017)
«Пастка» (англ. Get Out, дослівно «Забирайся») — американський фільм жахів режисера і сценариста Джордана Піла, що вийшов 2017 року. В головних ролях Денієл Калуя, Еллісон Вільямс, Бредлі Вітфорд. Вперше показ фільму відбувся 23 січня 2017 року у США на кінофестивалі «Санденс», а в Україні у широкому кінопрокаті показ фільму розпочався 27 квітня 2017 року.
Стрічка розповідає про темношкірого чоловіка Кріса, що приїхав у гості до батьків своєї дівчини. Родина виглядає доброзичливою, проте в їхньому маєтку Кріс дедалі більше почувається, як у пастці. Всі, кого він там зустрічає, приховують якусь таємницю і проявляють дивний інтерес до Кріса.
У 2021 році сценарій картини визнаний найкращим у XXI столітті Гільдією сценаристів США.

## Сюжет
Йдучи ввечері передмістям, темношкірий хлопець Андре Гейворт бачить авто, звідки лунає пісня «Біжи, кролику». А слідом Андре викрадають невідомі.
За кілька місяців по тому темношкірий фотограф Кріс Вашингтон їде зі своєю світлошкірою дівчиною Роуз Ермітедж познайомитися з її батьками. Роуз побоюється, що її батьки не схвалять появи «чорного», а товариш Кріса, поліцейський Род застерігає бути обережним. В дорозі Роуз, кермуючи авто, збиває оленя, що несподівано з'явився на дорозі. Це бентежить Кріса, нагадуючи йому щось особисте. Поліцейський хоче перевірити документи темношкірого Кріса, на що Роуз категорично заперечує, адже за кермом була вона.
Прибувши до маєтку Ермітетджів, Кріс знайомиться з її батьками — нейрохірургом Діном і психіатринею Міссі — та її братом Джеремі. Батьки розвіюють його підозри щодо упередженості до темношкірих і запевняють, що вони — дуже сучасна прогресивна сім'я, проте не схвалюють, що Кріс курить. Кріс зауважує, що в маєтку лише темношкіра прислуга: садівник Волтер і економка Джорджина. Вночі Кріс на подвір'ї бачить як Волтер біжить прямо на нього, а потім різко звертає, а Джорджина здалеку спостерігає за ним. Кріс повертається до будинку, де зустрічає Міссі. Вони заводять розмову, в якій Міссі непомітно гіпнотизує Кріса дзенькотом ложки, щоби змусити його перестати палити. Мимоволі той розповідає про свою матір: вона загинула, збита авто, і Кріс винить себе в тому, що нічого не зробив для її порятунку. Вранці Кріс прокидається та думає, що це йому наснилося, але згодом розуміє, що цигарки стали йому огидні.
До маєтку Ермітетджів приїжджають гості на щорічну зустріч з нагоди дня народження діда Роуз. Всі вони цікавляться Крісом, наголошуючи, що зовсім не упереджені до нього, а навпаки схвалюють його присутність. Поміж прибулих Кріс бачить темношкірого Логана Кінга, чоловіка набагато старшої жінки, який поводиться так, ніби щось приховує. Кріс намагається заговорити з садівником, який запевняє, що «любить свою роботу», та зауважує, що економка вимкнула його телефон. Збентежений цим, Кріс гуляє навколо маєтку та зустрічає сліпого галериста Джима Гадсона, який зізнається, що зневажає багатих гостей, котрі ніколи не зрозуміють, як живуть прості люди.
Кріс крадькома фотографує Логана, після чого той при всіх гостях кричить аби Кріс тікав з маєтку. Та пізніше він перепрошує, а Дін пояснює, що спалах камери спровокував у Логана епілептичний напад. Крісу здається, що він десь уже бачив Логана, тому відправляє Роду його фотографію. Род упізнає, що це його колишній знайомий Андре Гейворт, який зник безвісти. Род вважає, що Ермітейджі заманюють до себе темношкірих, аби перетворити їх на секс-рабів. Кріс і Роуз вирушають на прогулянку, де Кріс пропонує негайно поїхати й дівчина погоджується. Поки вони готуються до від'їзду, Дін проводить таємничий аукціон, на якому Джин Гадсон купує Кріса.
Збираючи речі, Кріс знаходить десятки фотографій Роуз, з яких розуміє, що вона приводила до маєтку багатьох темношкірих, зокрема Волтера та Джорджину. Роуз вдає, що шукає ключі, даючи своїй родині час схопити Кріса. Тим часом Род стурбований, що Кріс досі не повернувся, але в поліції лише глузують з його розповіді.
Кріс отямлюється, прив'язаний до крісла. Перед ним стоїть телевізор, через який Дін пояснює, що відкрив спосіб стати безсмертним: він пересаджує частини мозку своїх старих друзів у тіла молодих темношкірих людей, обраних Роуз і гіпнотично оброблених Міссі. Їхні жертви втрачають контроль над тілом, лишаючись безвільними спостерігачами. Джим Гадсон, який купив Кріса на аукціоні, хоче таким чином повернути собі не лише молодість, а й зір. Кріс, побачивши, що з крісла стирчить вата, затикає нею вуха, тому гіпнотичний сигнал із телевізора не діє на нього. Коли Джеремі приходить по нього, Кріс приголомшує його ударом, розправляється з Діном, вбивши його рогами опудала оленя, а Міссі заколює ножем до того, як вона встигає його загіпнотизувати. На виході з будинку Джеремі нападає на Кріса й починає душити, але той винахідливо виривається й добиває Джеремі.
Кріс сідає в перше-ліпше авто та їде з маєтку, проте збиває Джорджину. Це нагадує йому про смерть матері, Кріс виходить допомогти й саджає її в авто. Прийшовши до тями, бабуся Роуз у тілі Джорджини нападає на Кріса, й авто потрапляє в аварію, де Джорджина гине. Роуз наздоганяє їх і стріляє в Кріса, але промахується. Тоді їй на допомогу прибігає Волтер, у тілі якого перебуває дідусь Роуз. Кріс за допомогою спалаху камери свого телефона звільняє особистість усередині Волтера. Той повертає контроль над тілом, стріляє в Роуз і застрелюється сам. Кріс починає душити Роуз, але в цей час під'їжджає поліцейське авто, де за кермом сидить Род. Зрозумівши, що його підозри не були марні, Род забирає Кріса зі словами «цю справу ми розрулили».

## У ролях
| Актор              | Персонаж                 | Роль                             |
| ------------------ | ------------------------ | -------------------------------- |
| Денієл Калуя       | Кріс Вашингтон           | фотограф                         |
| Еллісон Вільямс    | Роуз Ермітедж            | дівчина Кріса                    |
| Бредлі Вітфорд     | Дін Ермітедж             | батько Роуз                      |
| Кетрін Кінер       | Міссі Ермітедж           | мати Роуз                        |
| Калеб Лендрі Джонс | Джеремі Ермітедж         | брат Роуз                        |
| Ліл Рел Говері     | Род Вільямс              | найкращий друг Кріса             |
| Бетті Габріель     | Джорджина                | економка Діна і Міссі            |
| Лейкіт Стенфілд    | Андре Хейворт/Логан Кінг |                                  |
| Стівен Рут         | Джим Гадсон              | сліпий власник художньої галереї |

## Створення фільму

### Знімальна група
- Кінорежисер — Джордан Піл
- Сценарист — Джордан Піл
- Кінопродюсери — Джордан Піл, Едвард Г. Гемм молодший, Джейсон Блум і Шон Маккітрік
- Виконавчі продюсери — Жанетт Брілл, Реймонд Менсфілд, Шон Редік, Купер Самуельсон
- Композитор — Майкл Абелс
- Кінооператор — Тобі Олівер
- Кіномонтаж — Грегорі Плоткін
- Підбір акторів — Террі Тейлор
- Художник-постановник — Расті Сміт
- Артдиректори — Кріс Крейн
- Художник по костюмах — Надін Гейдерс[8].

### Виробництво
Знімання фільму розпочалося 16 лютого 2016 року і завершилось 11 березня 2016 року.

## Сприйняття

### Оцінки й критика
Від кінокритиків фільм отримав схвальні відгуки: Rotten Tomatoes дав оцінку 98 % на основі 397 відгуків від критиків (середня оцінка 8,4/10). Загалом на сайті фільм має схвальні оцінки, фільму зарахований «стиглий помідор» від фахівців, Metacritic — 85/100 на основі 48 відгуків критиків. Загалом на цьому ресурсі від фахівців фільм отримав схвальні відгуки.
Від пересічних глядачів фільм теж отримав схвальні відгуки: на Rotten Tomatoes 86 % зі середньою оцінкою 4,2/5 (понад 50 тис. голосів), фільму зарахований «попкорн», на Metacritic — 7,5/10 на основі 1,5 тис. голосів, Internet Movie Database — 7,7/10 (понад 500 тис. голосів).
Згідно з Ташею Робінсон із «The Verge», Піл викриває тих людей, які стверджували, що їхня особиста позиція та обрання темношкірого Барака Обами президентом вирішили проблему расизму в США. «Весь фільм розповідає про те, як Кріс змирився зі своєю потребою захищатися, давати відсіч і довіряти своїм інстинктам щодо того, хто є загрозою, незалежно від того, наскільки дружелюбно вони говорять йому, що чорна шкіра зараз „у моді“». Фільм має чудовий акторський склад, зокрема Вітфорд і Кінер прекрасно грають небезпечних людей, що ховаються під доброзичливою маскою. «Пастка» вміло дражнить глядачів то гумором, то жахом. «Як і найкращі конспірологічні трилери, „Пастка“ накопичує незручні ситуації та тривожні образи, щоб відволікти глядачів, але утримає таємниці, які постійно розгадуються майже до останніх моментів».
Джеффрі Макнаб із «The Independent» писав про цей фільм як «дотепний, виразний, дуже злободенний, що інколи змушує кров холонути, але завжди з великою кількістю полемічних моментів». Місцями «Пастку», за його словами, можна сприймати як комедію, що прискіпливо спостерігає за міжрасовими стосунками в Америці після Обами під гаслом «Black Lives Matter».
Мар Кермод із «The Guardian» схвально відгукувався, що режисер зумів створити захопливу постановку з таємницею («будинок Ермітеджів не дає нам знати: сміятися, плакати чи кричати»), а акторський склад сприяє цілісності фільму. При цьому «Пастка», чия назва може сприйматися і як погроза, і як застереження, має гумористичні елементи, які виявляються доречними в загальній атмосфері американської готики.
Юрій Самусенко з «Moviegram» написав, що «використовуючи вже канонічні прийоми на кшталт раптових скрипок або ж незграбних спроб вибратися з заплутаної ситуації, Джордан Піл акцентує увагу на зловісній атмосфері, яка здається буденною. Саме цей аспект соціального трилеру лякає найбільше».

### Касові збори
Під час показу в Україні, що розпочався 27 квітня 2017 року, протягом першого тижня на фільм було продано 26 109 квитків, фільм був показаний на 185 екранах і зібрав 1 932 153 ₴, що на той час дозволило йому зайняти 3 місце серед усіх прем'єр.
Під час показу у США, що розпочався 24 лютого 2017 року, протягом першого тижня фільм був показаний у 2 781 кінотеатрі й зібрав $33,3 млн, що на той час дозволило йому зайняти 1 місце серед усіх прем'єр. Після завершення прокату у 2018 році стрічка зібрала у США $176 млн., а у решті світу $79 млн., тобто загалом $255 млн. при бюджеті $4,5 млн., що дозволила їй стати однією з найприбутковіших у 2017 році.

## Нагороди та номінації
| Список нагород та номінацій        | Список нагород та номінацій | Список нагород та номінацій                 | Список нагород та номінацій | Список нагород та номінацій | Список нагород та номінацій |
| Кінофестиваль/Кінопремія           | Рік                         | Категорія                                   | Номінант(и)                 | Результат                   | Дж                          |
| ---------------------------------- | --------------------------- | ------------------------------------------- | --------------------------- | --------------------------- | --------------------------- |
| Премія «Золотий глобус»            | 7.01.2018                   | Найкращий фільм (комедія або мюзикл)        | Пастка                      | Номінація                   | [ 21 ] [ 22 ]               |
| Премія «Золотий глобус»            | 7.01.2018                   | Найкраща чоловіча роль (комедія або мюзикл) | Денієл Калуя                | Номінація                   | [ 21 ] [ 22 ]               |
| Премія Гільдії сценаристів Америки | 2018                        | Найкращий оригінальний сценарій             | Пастка                      | Перемога                    | [ 23 ]                      |
| Премія BAFTA                       | 2018                        | Найкраща чоловіча роль                      | Денієл Калуя                | Номінація                   |                             |
| Премія BAFTA                       | 2018                        | Найкращий оригінальний сценарій             | Джордан Піл                 | Номінація                   |                             |
| Премія «Оскар»                     | 4.03.2018                   | Найкращий фільм                             | Пастка                      | Номінація                   | [ 24 ] [ 25 ]               |
| Премія «Оскар»                     | 4.03.2018                   | Найкращий режисер                           | Джордан Піл                 | Номінація                   | [ 24 ] [ 25 ]               |
| Премія «Оскар»                     | 4.03.2018                   | Найкращий актор                             | Денієл Калуя                | Номінація                   | [ 24 ] [ 25 ]               |
| Премія «Оскар»                     | 4.03.2018                   | Найкращий оригінальний сценарій             | Джордан Піл                 | Перемога                    | [ 26 ]                      |

### Виноски
1. ↑  Get Out (англ.). British Board of Film Classification. Процитовано 14 березня 2017.
2. 1 2  Get Out: Release Info (англ.). Internet Movie Database. Процитовано 14 березня 2017.
3. 1 2  Пастка. Kino-teatr.ua. Процитовано 28 квітня 2016.
4. 1 2  Joey Nolfi (23 лютого 2017). Box office preview: Get Out poised to pull audiences in (англ.). Entertainment Weekly. Процитовано 14 ,thtpyz 2017.
5. 1 2  Get Out (англ.). Box Office Mojo. Процитовано 18 березня 2017.
6. 1 2 3 4  Get Out (2017) (англ.). The Numbers. Процитовано 18 березня 2017.
7. ↑  Сценарій американського фільму «Пастка» визнали найкращим у XXI столітті. Укрінформ. 08-12-2021. Процитовано 10-12-2021.
8. ↑  Get Out: Full Cast & Crew (англ.). Internet Movie Database. Процитовано 14 березня 2017.
9. ↑  SSN Insider Staff (19 лютого 2016). On the Set for 2/19/16: Rian Johnson Rolls Cameras on ‘Star Wars: Episode VIII’, Chris Pratt & Zoe Saldana Start ‘Guardians of the Galaxy Vol. 2’ (англ.). SSN Insider. Архів оригіналу за 5 травня 2016. Процитовано 15 березня 2017.
10. ↑  SSN Insider Staff (11 березня 2016). On the Set for 3/11/16: Taraji P. Henson & Octavia Spencer Team Up for ‘Hidden Figures’ While Jordan Peele, Allison Williams & Catherine Keener Wrap ‘Get Out’ (англ.). SSN Insider. Архів оригіналу за 12 березня 2017. Процитовано 8 травня 2017.
11. 1 2  Get Out (англ.). Rotten Tomatoes. Процитовано 04.11.2021.
12. 1 2  Get Out (англ.). Metacritic. Процитовано 04.11.2021.
13. ↑  Get Out (англ.). Internet Movie Database. Процитовано 04.11.2021.
14. ↑  Robinson, Tasha (24 лютого 2017). Get Out review: a ruthlessly smart racial send-up that's also terrifying. The Verge (англ.). Процитовано 4 листопада 2021.
15. ↑  Film reviews round-up: Get Out, Personal Shopper, Gleason, Wolves at the Door. The Independent (англ.). 15 березня 2017. Процитовано 4 листопада 2021.
16. ↑  Get Out review – tea, bingo… and racial terror. the Guardian (англ.). 19 березня 2017. Процитовано 4 листопада 2021.
17. ↑  Юрій Самусенко (5 травня 2017). «Пастка». Run rabbit run. «Moviegram». Архів оригіналу за 7 травня 2017. Процитовано 7 травня 2017.
18. ↑  Олексій Першко (4 травня 2017). Бокс-Офіс 17 (2017): Традиція, одначе. Kino-teatr.ua. Процитовано 8 травня 2017.
19. ↑  Jordan Peele's 'Get Out' Is the Most Profitable Film of 2017. Money. Архів оригіналу за серпень 10, 2018. Процитовано 27 грудня 2017.
20. ↑  Нагороди та номінації фільму Пастка на сайті IMDb (англ.)
21. ↑  Golden Globes: Full list of nominees. BBC News. Процитовано 11 грудня 2017.
22. ↑  The full list of nominations for the Golden Globes 2018. Guardian. 11 грудня 2017. Процитовано 3 січня 2018.
23. ↑  Glee star Jane Lynch walks red carpet at WGA Awards after revealing heartbreak at Mark Salling's suicide. Daily Mail (англ.) . 12 лютого 2018. Процитовано 12.02.2018.
24. ↑  2018 Oscar Nominations: ‘The Shape of Water’ Leads With 13 Nominations. New York Times. 23 січня 2018. Процитовано 24 січня 2018.
25. ↑  Оголошено номінантів на «Оскар-2018». Повний перелік. Детектор медіа. 23 січня 2018. Архів оригіналу за 24.01.2018. Процитовано 24.01.2018.
26. ↑  «Оскар–2018»: найкращою стала стрічка «Форма води» Гільєрмо дель Торо. Детектор медіа. 5 березня 2018. Процитовано 5.03.2018.